# Aeroportul Kirkland Lake
Aeroportul Kirkland Lake (IATA: YKX, ICAO: CYKX) este un aeroport din Ontario, Canada. Aeroportul a fost tranzitat în 2019 de 0 pasageri.
Situat la o altitudine de 353 m, aeroportul dispune de o singură pistă.